# (1281) Jeanne
(1281) Jeanne – planetoida z pasa głównego asteroid okrążająca Słońce w ciągu 4 lat i 35 dni w średniej odległości 2,56 au. Została odkryta 25 sierpnia 1933 roku w Observatoire Royal de Belgique w Uccle przez Sylvaina Arenda. Nazwa planetoidy pochodzi od Jeanne Arend, córki odkrywcy. Przed nadaniem nazwy planetoida nosiła oznaczenie tymczasowe (1281) 1933 QJ.